# Тихий Богдан Ярославович
Богдан Ярославович Тихий (нар. 19 липня 1950, м. Бережани Тернопільської області, Україна) — український інженер, краєзнавець, фольклорист, поет-пісняр, художник-аматор, літератор, видавець, громадський діяч. Депутат Бережанської міської ради (1998, 2002). Почесний громадянин м. Бережани (2000). Член НТШ (2005). Премія імені братів Богдана і Левка Лепких (2013).

## Життєпис
Закінчив Бережанський технікум механізації та електрифікації сільського господарства (1971, нині агротехнічний інститут), Львівський політехнічний інститут (1979, нині національний університет «Львівська політехніка»).
У 1973—1983 працював на підприємствах у м. Тернопіль (ВО «Тернопільський комбайновий завод», обласне управління зв'язку, ВО «Ватра»), 1983—1992 — на газокомпресорних станціях магістральних газопроводів «Прикарпаттрансгаз» у смт Богородчани Івано-Франківської області, від 1993 — у ВАТ «Бережанський склозавод».
Ініціатор створення (2001), 2002—2006 — директор Державного історико-архітектурного заповідника (ДІАЗ) у Бережанах, від 2006 донині — директор з наукової роботи.
Співзасновник громадського об'єднання «Центр розвитку м. Бережани» (2001), ініціатор видання газети «Бережанська ратуша» (2002), голова Бережанського районного відділення товариства «Лемківщина» (2000—2004).

## Доробок
Автор краєзнавчих та літературознавчих публікацій, віршів, пісень, фольклорних записів, опублікованих в обласній і республіканській пресі та альманахах.
Видав збірку поезій «Золотий листок осінній» (2000).
Упорядник збірників «Берег моєї любові» (1995; до 620-ліття Бережан), «Лисоня. 1916—1996» (1996).
Автор Історико-краєзнавчої монографії «Бережани — місто пам'яток» Том 1 «Заснування Ідеального Міста» (2020).
Автор
- герба м. Бережани (1995)
- прапора Бережанської міської ради (1998),
- герба і прапора Бережанської землі (2000),
- пам'ятного знаку (Бережани) (2000),
- дубових хрестів (села Гутисько та Урмань Бережанського району; 2000) на честь 2000-ліття Різдва Христового;
- будівничий пам'ятного знаку «50-річчя депортації українців з рідної землі 1944-47» (Бережани, 1996).

Живописні роботи, проекти гербів Тернопільщини експонувалися на виставках у містах Івано-Франківської, Тернопільської, Львівської областей. Індивідуальна художня книжкова виставка у ДІАЗ (2005).